# Polska Wódka
Polska Wódka/Polish Vodka – oznaczenie pochodzenia geograficznego produktu nadawane przez Polish Vodka Association (Stowarzyszenie Polska Wódka) markom wódki otrzymywanym z etanolu pochodzenia rolniczego, powstającym wyłącznie z tradycyjnych zbóż (żyta, pszenicy, jęczmienia, owsa, pszenżyta) lub ziemniaków uprawianych na terytorium Rzeczypospolitej Polskiej. Cały proces jej produkcji i rozlewu musi zostać przeprowadzony na terenie Polski. Może ona dodatkowo być leżakowana dla nadania jej szczególnych właściwości organoleptycznych.
W świetle polskiego prawa nazwę Polska Wódka/Polish Vodka może nosić jedynie:
1. wódka nie zawierająca dodatków innych niż woda,
2. wódka smakowa o nadanym dominującym smaku innym niż smak surowców użytych do jej wyrobu, zawierająca naturalne środki aromatyczne, a w szczególnych przypadkach barwniki, o maksymalnym poziomie cukru wyrażonym jako cukier inwertowany nieprzekraczającym 100 gramów na litr czystego alkoholu.

Po Rosji, USA i Ukrainie, Polska jest czwartym co do wielkości rynkiem wódki na świecie (roczna produkcja około 260 milionów litrów).

## DefinicjaPolskiej Wódki
Oznaczenie geograficzne Polska Wódka/Polish Vodka zostało zarejestrowane w załączniku nr III do Rozporządzenia Parlamentu Europejskiego i Rady (WE) nr 110/2008 z dnia 15 stycznia 2008 r. w sprawie definicji, opisu, prezentacji, etykietowania i ochrony oznaczeń geograficznych napojów spirytusowych oraz uchylające rozporządzenie Rady (EWG) nr 1576/89. Definicję Polskiej Wódki wprowadziła także Ustawa z dnia 18 października 2006 r. o wyrobie napojów spirytusowych oraz o rejestracji i ochronie oznaczeń geograficznych napojów spirytusowych, która weszła w życie w 13 stycznia 2013.